# Ożenić się nie mogę
Ożenić się nie mogę. Komedia w trzech aktach – trzyaktowa komedia Aleksandra Fredry.

## Opis
Dokładna data napisania sztuki nie jest znana – prawdopodobnie powstała między rokiem 1858 a 1860. Po śmierci autora komedia została uznana przez komitet zajmujący się jego spuścizną za utwór średniej jakości i przeznaczona do wystawienia w roku 1878. Prapremiera odbyła się jednak we Lwowie już 12 listopada 1877, w Krakowie wystawiono ją 4 grudnia 1877, zaś w Warszawie 18 listopada 1888. Drukiem po raz pierwszy ukazała się w 1880 w tomie VII pośmiertnego wydania dzieł (s. 131–211). W zbiorach Ossolineum zachowały się dwa autografy sztuki – brulion i czystopis.
Począwszy od połowy XX w. sztuka miała przynajmniej 19 inscenizacji, w tym spektakl Teatru Telewizji z 1982 w reż. Jana Klemensa i słuchowisko Teatru Polskiego Radia z 1955 w reż. Michała Meliny.

## Treść
Kupiec Kasper Gdański, ożeniony z Hermenegildą, zobowiązał się do wypłaty żonie 50 tys. złotych w razie separacji. Po jakimś czasie wychodzi na jaw, że jest wdowcem i ma córkę, co może być dla żony pretekstem do separacji. Mąż córki, Wacław Marski, ma jednak listy kompromitujące Hermenegildę, dzięki czemu zmusza ją do zniszczenia zapisu.

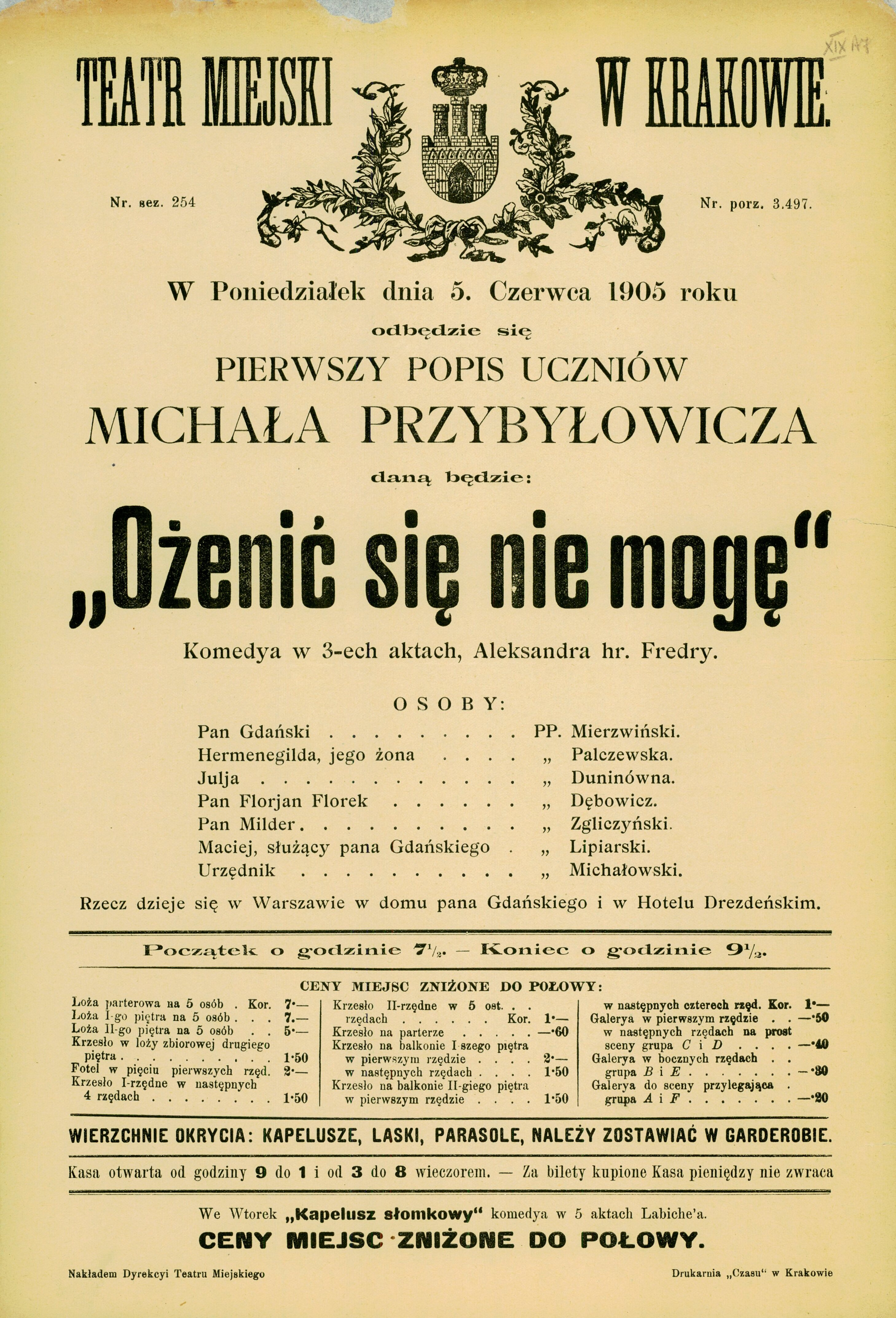
Afisz, Teatr Miejski w Krakowie, 1905
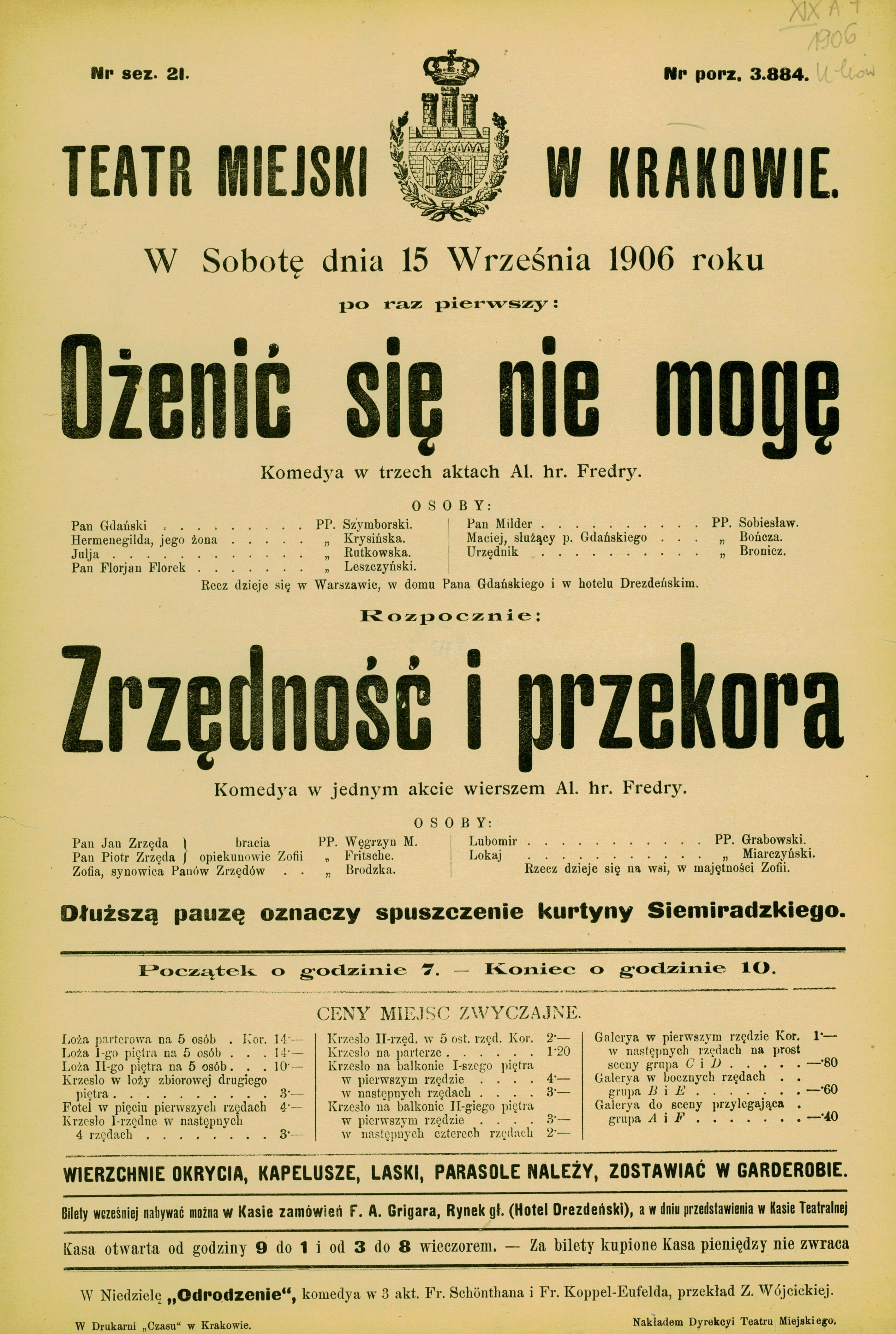
Afisz, Teatr Miejski w Krakowie, 1906